# Choro Club
Choro Club（ショーロ・クラブ）は、日本の3人組からなるアコースティックバンド。1989年結成。

## バンド概要
基本的なサウンドはブラジルの都市型伝統音楽ショーロに則っているが、実際はそれとも異なった独自の雰囲気を持った新しい音楽を創造している。全体的に穏やかな作品が多いため、ヒーリング・ミュージックに扱われることも多い。
活動の範囲は広く、現在も日本各地でライブ活動を行っている。レコーディング、コンサートを通じての新旧アーティストとの共演歴も豊富。近年では、インストゥルメンタル以外にも取り組んだり、テレビ作品などにサウンドトラックを提供することが目立つようになった。特に、Choro Club feat. Senooとして活動したテレビアニメ『ARIA』の音楽は、好評を博し多くの音楽系雑誌・アニメ系雑誌に取り上げられるなどして、Choro Club自身もこれによって知名度を高めることとなった。アニメ第2シリーズ『ARIA The NATURAL』第23話には、Choro Club feat. Senooがアニメーション内にゲスト出演している。

### メンバー
笹子重治（ささご しげはる）
兵庫県神戸市出身。実質的リーダー。アコースティック・ギターを担当する。
日本で数多くのブラジル人ミュージシャンとセッションを重ね、渡伯。1～2年活動を重ね帰国し、ショーロクラブを結成する。
秋岡欧（あきおか おう）
東京都目黒区出身。バンドリンを担当する。
弦楽器のマルチプレイヤーであり、バンドリンをはじめ、ギター、カヴァキーニョ（小型4弦ギター）、ヴィオラ・カイピーラ（10弦ギター）などブラジル楽器を中心に演奏しこなす。
10代の頃から様々なスタイルの音楽触れていたが、大学在学中に渡伯し留学。このころからショーロといったブラジル音楽に興味を持ち、取り組み始める。
沢田穰治（さわだ じょうじ）
兵庫県尼崎市出身。コントラバスを担当する。
ショーロクラブの音楽性を多様化させることに貢献した。ジャンルを完全に無視した多様な音楽性が特徴で、楽器もベースが中心であるが、ピアノやギター、パーカションなども演奏する。

## ディスコグラフィ

### オリジナル・アルバム
1. CHORO CLUB（1990年7月25日、ファンハウス）
2. CHORO CLUB II（1991年6月1日、ファンハウス）
3. CHORO CLUB III（1992年6月1日、ファンハウス）
4. CHORO CLUB V（1994年7月1日、ファンハウス）
5. SONGS（1997年7月21日、オーマガトキ）
6. Brasiliana（2000年6月21日、Sony Records）
7. MARITIMA（2001年9月19日、Sony Records）
8. Prevendo（2005年11月23日、キングレコード）
9. Trilogia（2009年7月22日、ビデオアーツ・ミュージック）
10. musica bonita（2017年3月22日、SONG X JAZZ）
11. Caleidoscópio　（2023.09.27　UnknownSilence)

### 企画盤
1. SUMMER SIDE OF CHORO CLUB（1993年4月1日、ファンハウス）
  - 全編カバー曲のコンセプト・アルバム。
  - 実質上「CHORO CLUB IV」にあたる。
2. Blasiliana REMIX（2001年10月24日、Sony Records）
  - アルバム「Brasiliana」の音をもとに再構築されたリミックス・アルバム。
3. ニライカナイ（2002年5月22日、Sony Records）
  - 平良とみによるウチナーグチ語りとのコラボレーション・アルバム。
4. Colors（2003年4月23日、Sony Records）
  - 過去の人気作を新録し、新曲を数曲追加したセルフカバー・アルバム。
5. Sonora（2003年12月17日、Sony Records）
  - ゲストを招いての全曲ボーカル入りアルバム。
6. Revendo（2005年10月26日、BMG JAPAN）
  - ファンハウス時代の音源からメンバー自らが選曲。
  - リマスタリングを施したベスト・アルバム。
7. 武満徹ソングブック（2011年7月20日、SONG X JAZZ）
  - 武満徹の楽曲をゲストボーカルを招いて演奏したカバー・アルバム。
  - CHORO CLUB with VOCALISTAS名義。

### サウンドトラック

#### Choro Club 名義
- ヨコハマ買い出し紀行-Quiet Country Cafe-オリジナル・サウンドトラック（2003年1月22日、SME・ビジュアルワークス）

#### Choro Club meets服部隆之名義
- 1/47（ドラマ「忠臣蔵1/47」サウンドトラック）（2001年12月27日、Sony Records）

#### Choro Club feat. Senoo 名義
- 彼女が死んじゃった。 オリジナルサウンドトラック（2004年3月10日、Sony Records）
- ARIA The ANIMATION Original Soundtrack（2005年11月23日、ビクターエンタテインメント)
- ARIA The NATURAL Original Soundtrack due（2006年5月24日、ビクターエンタテインメント）
- ARIA The ORIGINATION Original Soundtrack tre（2008年2月20日、JVCエンタテインメント）

## 関連
- ショローCLUB ‐ 不破大輔、山本精一、大友良英らのバンド。ショーロクラブの名前をもじったもので、本人たちから許可もとっている。